# Michel-Joseph de Bournonville
Michel-Joseph de Bournonville, baron de Capres (ur. 1672, zm. 1732), oficer w służbie króla Hiszpanii (Filip V Burbon), z pochodzenia Francuz.
W armii Filipa V był generałem lejtnantem. W roku 1708 został gubernatorem Gandawy w dzisiejszej Belgii (wówczas Niderlandy Austriackie).
Filip używał go w misji dyplomatycznej do Katalonii, która to prowincja popierała wrogów Filipa w wojnie o hiszpańska sukcesję. W latach 1713–1714 v był hiszpańskim posłem do Hagi i Utrechtu. Jego ówczesne zadanie miało polegać na pokrzyżowaniu planów księżnej Orsini (Madame des Ursins), szarogęszącej się na dworze madryckim, aż do momentu gdy wyganiała ja zeń nowa małżonka króla Elżbieta Farnese.